# Hyruj Uelde Syllasje
Hyruj Uelde Sellasje, Heruy Welde Sellasie (ur. 1878, zm. 1938) - etiopski pisarz i polityk.
Kierował państwową drukarnią w Addis Abebie (stolicy Etiopii). Był prekursorem nowoczesnej literatury amharskojęzycznej, autorem dzieł historycznych i publicystą. W latach 1930–1938 zajmował stanowisko ministra spraw zagranicznych, blisko współpracując z cesarzem Hajle Syllasje I. W 1936 udał się na emigrację